# Calophasia danieli
Calophasia danieli är en fjärilsart som beskrevs av Le Cerf 1924. Calophasia danieli ingår i släktet Calophasia och familjen nattflyn. Inga underarter finns listade i Catalogue of Life.